# Emil Strohal
Emil August Strohal, född 31 december 1844 i Birgitz vid Zirl i Tyrolen, död 6 juni 1914 i Leipzig, var en österrikisk-tysk jurist.
Strohal blev 1867 juris doktor i Graz, 1874 advokat, 1875 privatdocent i Graz, 1877 extra ordinarie professor, 1881 ordinarie professor där. I nämnda stad var han även verksam som politiker. År 1892 blev han ordinarie professor i Göttingen, där han efterträdde Rudolf von Jhering, och 1893 i Leipzig, där han på civilrättens område intog en motsvarande ställning som Bernhard Windscheid på pandekträttens. Strohal var en av Tysklands mest framstående dogmatiker och svuren fiende till all begreppsjurisprudens.
Strohal författade skrifter inom förmögenhetsrätt och arvsrätt. Till den första kategorin hör arbeten som Zur Lehre vom Eigenthum an Immobilien (1876), Die Prioritätsabtretung nach heutigem Grundbuchrecht, mit besonderer Rücksichtnahme auf die österreichische Gesetzgebung (1880), Succession in den Besitz nach römischem und heutigem Recht (1885), Die Gültigkeit des Titels als Erfordernis wirksamer Eigenthumsübertragung (1891), Der Sachbesitz nach dem bürgerlichen Gesetzbuche für das Deutsche Reich (1897), Schuldübernahme (1910), Schuldpflicht und Haftung (i festskriften till Karl Binding 1914) och en rad avhandlingar, bidrag till samlingsverk, anmälningar och dylikt.
Av Strohals verk inom arvsrätt kan nämnas Transmission pendente condicione (1879), Die Anfechtung letztwilliger Verfügungen im deutschen Entwurf (1892), Das Pflichtteilrecht der entferntesten Abkömmlingen und der Eltern des Erblassers nach dem deutschen bürgerlichen Gesetzbuche (1899), Anteil am ungeteilten Nachlass und Erbscheinen (1911) och den berömda Das deutsche Erbrecht nach dem bürgerlichen Gesetzbuche vom 18. August 1896 (1896, tredje upplagan 1903–04).
Tillsammans med Rudolph Sohm och Eduard Hölder utgav Strohal Drei Beiträge zum bürgerlichen Recht (1905); han var medarbetare i Gottlieb Plancks kommentar till "Bürgerliches Gesetzbuch" (I–III, 1897–1902) och ledde utgivningen av dess fjärde upplaga (1913 ff.). Från 1893 var han medutgivare, från 1911 en av huvudredaktörerna för "Jherings Jahrbücher für die Dogmatik des bürgerlichen Rechts". En av Strohals sista skrifter var hans minnestal över Joseph Unger (1914), som tillsammans med Gustav Demelius och Jhering hade utövat det största inflytandet på honom.